# Билборд Хот 100
Билборд Хот 100 (на английски: Billboard Hot 100) е общоприетата музикална класация за популярността на синглите и музикалните композиции в САЩ, седмично издавана от списание Билборд. Класацията е базирана на брой радио излъчвания и на продажби. Проследяването на продажбите започва в петък и завършва в четвъртък, докато проследяването на радио излъчванията протича от понеделник до петък. Новата класация се завършва и официално се издава във вторник. Най-много награди има Майкъл Джексън.